# Campus Haninge
Campus Haninge var ett campusområde i Handen i Haninge kommun, där framför allt KTH Syd hade lokaler. På Campus Haninge fanns framför allt tekniskt basår och högskoleingenjörsutbildningar. Här låg även Haninge idrottscampus. Fram till 2008 hade även Södertörns högskola lokaler här.